# Murasaki Shikibu
Murasaki Shikibu (紫式部, , conhecida no ocidente como Lady Murasaki, 973 ou 978 – 1014 ou 1031) foi uma romancista japonesa, poetisa e dama de companhia na corte imperial durante o período Heian. Ela é mais conhecida como a autora do Genji Monogatari ("A História dos Genji"), escrito aproximadamente entre 1000 e 1012. Murasaki Shikibu era seu nome artístico; seu nome real é desconhecido, mas acredita-se que seja Fujiwara Takako, mencionada no Diário da Corte de 1007 como uma dama de companhia imperial.

## Mulher
Como em qualquer sociedade medieval, as mulheres da corte japonesa, embora muito privilegiadas em comparação com as das classes mais baixas, estavam sujeitas a uma série de regras e limites. Além de totalmente isoladas do mundo externo, elas também viviam limitadas pela própria língua, visto que desconheciam o vocabulário da linguagem culta, que era então de uso exclusivo dos eruditos do sexo masculino.  A despeito das circunstâncias, um grupo de nobres japonesas talentosas criou a melhor literatura da época, dentre as quais Murasaki Shikibu é o nome mais eminente. No Japão do período Heian, assim como na Grécia clássica, no Islã, na Índia pós-védica e na Europa medieval, as mulheres estavam proibidas de ler o que se considerava literatura séria: deviam restringir-se à diversão banal e frívola das novelas e fábulas que os eruditos confucianos desprezavam.
Mesmo que todas as bibliotecas da literatura chinesa e japonesa estivessem abertas para elas, as mulheres do período Heian não identificariam a realidade do seu cotidiano nas narrativas de autoria masculina. Portanto, em parte para ampliar o acervo da literatura feminina, e em parte para dar expressão à sua visão do mundo, elas criaram uma literatura própria. Para registrá-la, criaram também um estilo de escrita caracterizado pela transcrição fonética da língua que tinham permissão de falar, o Kanabungaku, um japonês expurgado de quase todas influências de palavras chinesas.  Essa língua escrita veio a ser conhecida como escrita das mulheres e, estando restrita à mão feminina, adquiriu, aos olhos dos homens que as dominavam, uma qualidade erótica.  Louis Perez explica em sua A História do Japão que: as mulheres... eram criadas para serem incapazes de ter uma inteligência real e, portanto, não foram educadas no chinês.
Mas Murasaki, nascida na casa de um erudito (Fujiwara no Tametoki, Kokushi de Echizen), mostrou uma aptidão precoce para os clássicos chineses e conseguiu adquirir fluência na língua culta. O bisavô de Murasaki, Fujiwara no Kanesuke, pertencera as camadas superiores da aristocracia, mas seu ramo familiar foi perdendo força e no momento do nascimento de Murasaki a família só conseguia cargos como governadores provinciais. Os escalões inferiores da nobreza tinham seus postos longe da Corte nos indesejáveis cargos nas províncias, exilados do poder central em Quioto.

## Casamento
Murasaki na época de seu casamento deveria estar com seus vinte e poucos anos, era um pouco velha pelos padrões da era Heian para se casar.
Se casou um primo de segundo grau muito mais velho, Fujiwara Nobutaka, descendente do mesmo ramo do clã Fujiwara, o Kanjūji, ele era membro da Corte e como o pai de Murasaki trabalhava no "Shikibu-shō" (Ministério do Cerimonial). Tinha a reputação de se vestir de maneira extravagante e de ser um dançarino talentoso.
Murasaki teve com ele sua única filha (Daini no Sanmi), antes de seu marido morresse, dois anos depois de se casarem.
É incerto quando ela começou a escrever o Genji Monogatari, mas provavelmente logo após ter ficado viúva. Em 1005, Murasaki foi convidada a servir como uma das damas de companhia (nyōbō ) da Imperatriz Fujiwara no Shoshi (Taiken-mon-In), esposa do Imperador Ichijo na Corte Imperial, provavelmente por causa de sua reputação como escritora.

## Legado literário
Consta que além do monumental Genji Monogatari, Murasaki Shikibu escreveu um 'Diário, onde com acuidade fez um registro e análise do monótono cotidiano de uma mulher nobre do período Heian. Mas foi, de fato, com a História dos Genji que seu nome transpôs os muros do palácio imperial e se expandiu para além de sua época e país de nascimento.  Com um estilo quase proustiano de escrever, ela hoje figura entre os grandes escritores da literatura universal, e o seu Genji Monogatari é tido como um clássico da literatura japonesa. Sua narrativa é fluente e dotada de agudeza psicológica, mas o enredo é longo (1100 páginas na tradução de Edward G. Seidensticker) e complexo, requerendo extrema atenção do leitor devido ao número excessivo de personagens — além do príncipe Genji, há outros 50 personagens principais. Não obstante, a história é apaixonante e Genji lembra, em certas passagens, a Dom Juan de Lord Byron. Comparada a Jane Austen e Virginia Woolf, Lady Murasaki é irônica e intimista, e às vezes parece antecipar Freud ao demonstrar, sutilmente, como as transferências eróticas podem ser substituições de relacionamentos passados.
O crítico norte-americano, Harold Bloom, que incluiu Lady Murasaki entre os 100 maiores gênios da literatura, disse que "a História dos Genji está para cultura japonesa assim como Dom Quixote está para a cultura ocidental".
Por seus feitos foi considerada para fazer parte do Nyōbō Sanjūrokkasen (女房三十六歌仙, as trinta e seis grandes poetisas), relacionadas no período Kamakura, refere-se a versão feminina dos Trinta e seis Imortais da Poesia.